# Gomma (singolo)
Gomma è una canzone del gruppo musicale italiano Baustelle, composta da Francesco Bianconi e inserita nell'album di debutto dei Baustelle, il Sussidiario illustrato della giovinezza (2000).
Nel 2010 la canzone è stata pubblicata in una nuova versione come singolo estratto dall'album Cofanetto illustrato della giovinezza, ossia dalla ristampa, a tiratura limitata e a dieci anni di distanza dalla pubblicazione dell'originale, dell'ormai introvabile Sussidiario. Anche La canzone del parco viene nuovamente incisa, ma non viene pubblicata come singolo.

## Video
Per la regia del video di Gomma è stato scelto il giovane regista DaNdADDy, perché Francesco Bianconi rimase affascinato dal lavoro che fece con il video di Cara catastrofe de Le luci della centrale elettrica.
Il 4 dicembre 2010 il video venne pubblicato in esclusiva sul sito del Corriere della Sera. Il video è una carrellata di inquadrature di ragazzi e ragazze che cantano il pezzo mentre fanno la doccia. L'idea originaria di Bianconi era quella di far cantare il brano a più persone. Successivamente il regista e il direttore della fotografia, Alessandro Chiodo, hanno pensato alla doccia perché "luogo dove l'intimità è assoluta, un luogo perfetto per raccontare la profondità della canzone".